# Carlos Menem Jr.
Carlos Saúl Facundo Menem Yoma (La Rioja, 23 de novembro de 1968 – San Nicolás dos Arroios, 15 de março de 1995), mais conhecido como Carlos Menem Jr. foi um piloto de automobilismo argentino.
Era filho do ex-presidente de Argentina, Carlos Saúl Menem e de Zulema Yoma.

## Biografia
Seus pais eram os ex-presidentes Carlos Menem e Zulema Yoma , sua irmã Zulema María Eva e seus meio-irmãos Máximo Menem Bolocco e Carlos Nair Menem, filhos de seu pai com Cecilia Bolocco e Martha Meza respectivamente.

## Trajetória
No início, e com a ajuda do pai, começou a correr em ralis em 1987 a bordo de um Peugeot 504, que já tinha utilizado anteriormente. Ele então continuou sua carreira a bordo de um Renault 18 e, mais tarde, no início da década de 1990, iniciou sua carreira internacional a bordo de um Lancia Delta HF Integrale. Ele então continuou pilotando um Ford Escort Cosworth. Não só competiu a nível nacional mas também internacionalmente, no PWRC.

## Morte
Em 15 de março de 1995, pilotando um helicóptero Bell 206 Jet Ranger na companhia de outro famoso piloto argentino, Silvio Oltra, após a queda da aeronave em que ambos viajavam. As causas e circunstâncias específicas do evento que causou o acidente são desconhecidas. Embora tenha sido declarado oficialmente que o incidente constituiu um mero acidente, a sua mãe, a senhora Zulema Fátima Yoma, afirmou que a sua morte foi o resultado de um ataque criminoso. No entanto, as circunstâncias do caso e o destino sofrido por algumas testemunhas e dois peritos (um era membro da Força Aérea Argentina e outro da Gendarmaria Nacional Argentina) no caso judicial levantam uma carranca de suspeita sobre o motivos reais do evento.
O caso foi ajuizado em 16 de outubro de 1998 pelo juiz Villafuerte Ruzo, por considerar que se tratou de um acidente, já que o navio caiu após bater em cabos de alta tensão, mas a pedido de Zulema foi reconsiderado pelo Tribunal Supremo que em abril de 2001 decidiu rejeitar o apelo para reabri-lo.
Em 2010 o caso foi reaberto.  Em 8 de julho de 2014, o ex-presidente Carlos Menem fez uma apresentação escrita na qual afirmou "Após investigar e estudar os fatos e circunstâncias que envolveram o caso - embora inicialmente não tenha sido assim - cheguei à conclusão que "a queda do helicóptero e a consequente morte do meu filho foram resultado de um ataque."
Além de Zulema Yoma, vários setores da opinião pública também suspeitam que não tenha sido um acidente como inicialmente insistido, mas sim um possível acerto de contas ou vingança por acordos político-mafiosos não cumpridos baseados em: que o o desmantelamento do helicóptero foi feito imediatamente, sem possibilidade de nova perícia, de que houve diversas mortes por homicídio ou causas pouco claras de 14 pessoas relacionadas à investigação (incluindo testemunhas, investigadores e peritos) e a falta de medidas concretas por parte do governo para esclarecer o caso.